# Megachile centuncularis

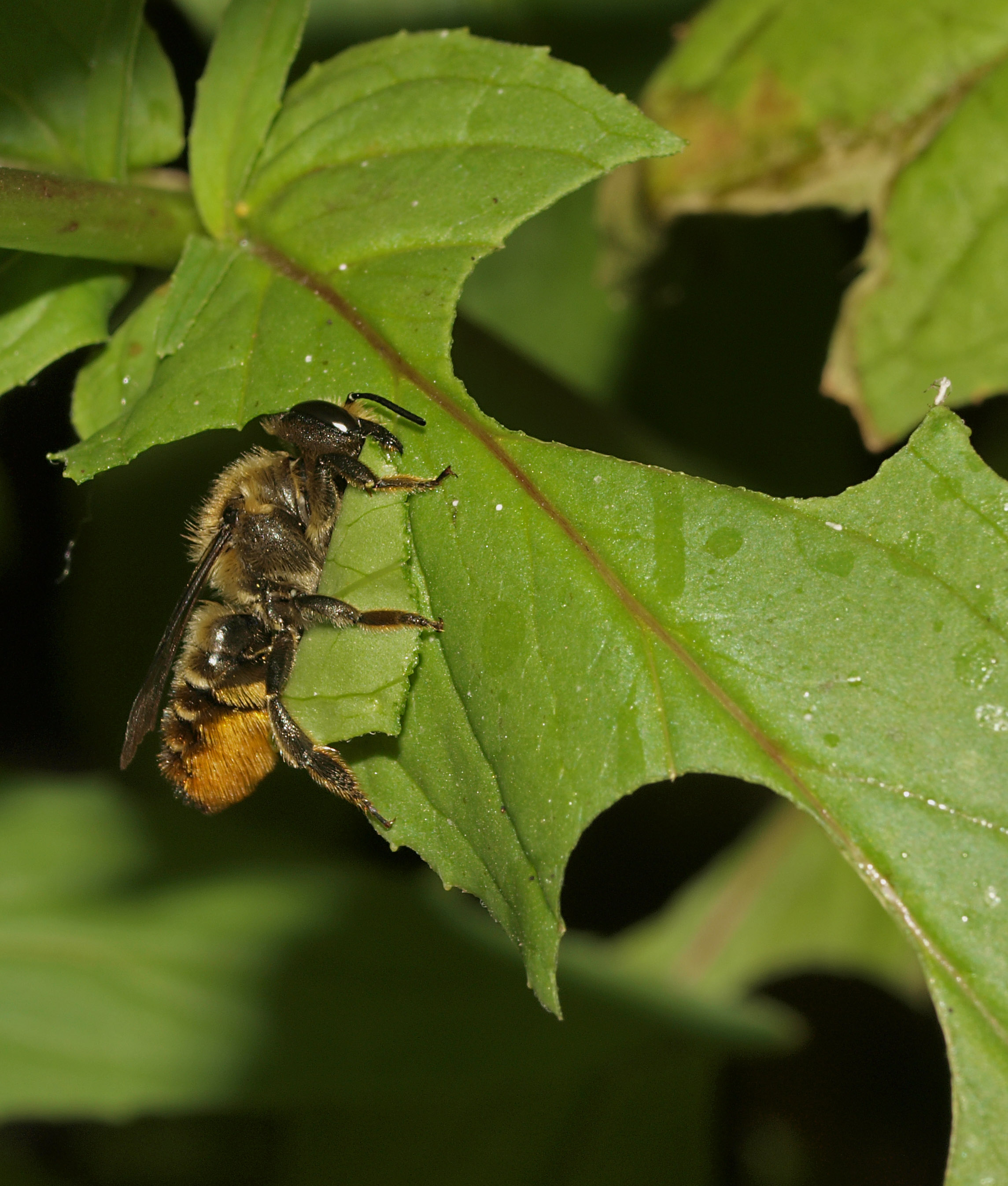
Ein Weibchen schneidet Blattstücke für den Nestbau

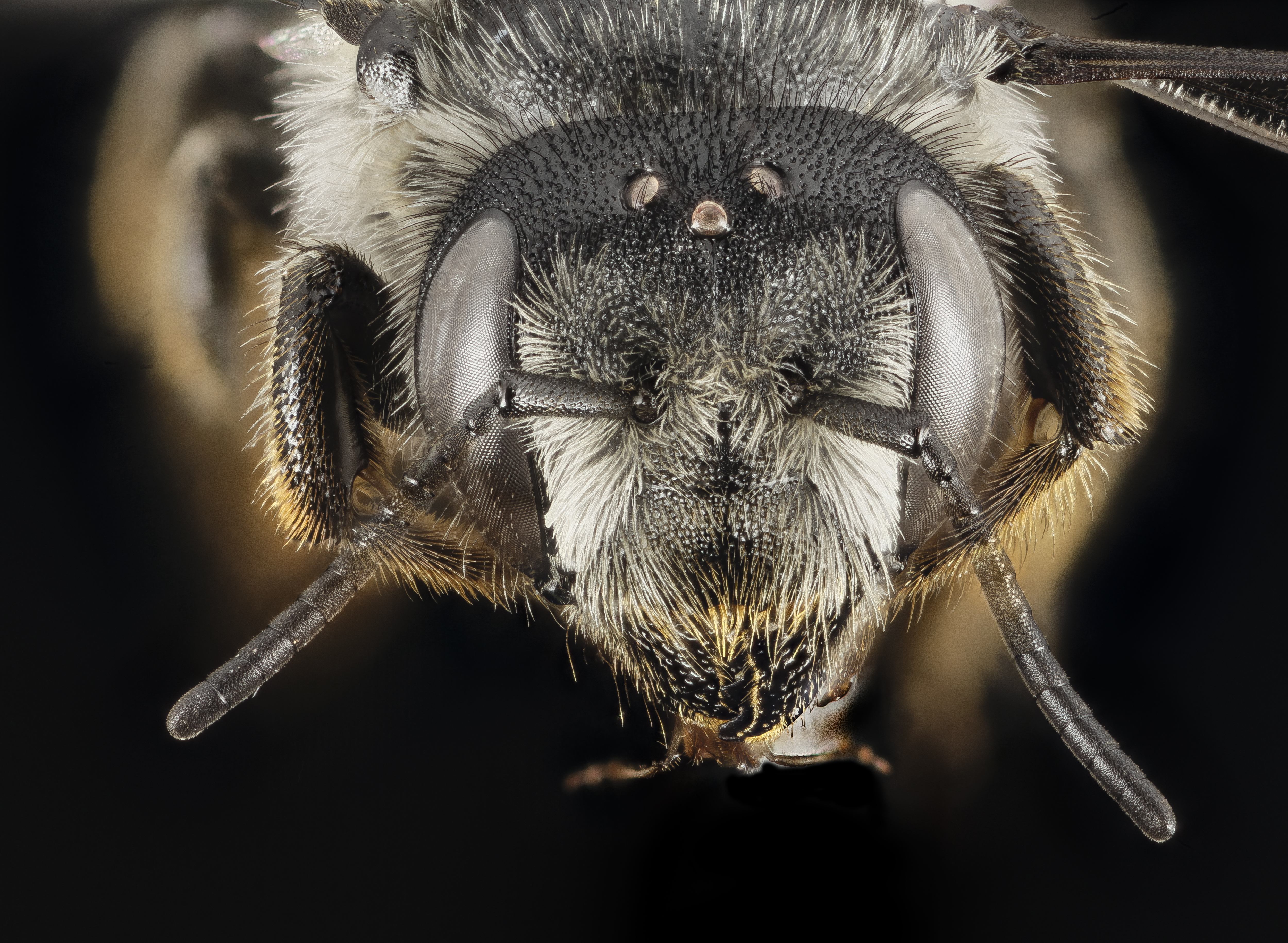
Kopfansicht eines Weibchens

Megachile centuncularis ist eine Art der Mörtel- und Blattschneiderbienen und lebt in Europa, Nordamerika und Asien.

## Merkmale
Die Körperlänge der Bienen beträgt 9–12 mm, wobei Weibchen größer werden als die Männchen. Der Körper ist schwarz gefärbt, mit einer weißen Hinterleibsbinde. Weibchen tragen rotbraune Sammelhaare am Bauch, beim Männchen sind sie weiß.

## Verbreitung und Lebensraum
Die Art ist in der nördlichen Hemisphäre verbreitet, und zwar sowohl in Nordamerika als auch in Eurasien. In Europa kommt die Art im Norden von Skandinavien (bis etwa 63° nördliche Breite) bis nach Italien und Spanien im Süden vor. Die Britischen Inseln werden auch besiedelt. Östlich kommt sie bis nach Zentralasien vor. In Deutschland ist sie in Lagen unter 500 m weit verbreitet.
Als Lebensraum dienen der Art Waldlichtungen, Waldränder, Hecken, Brachen, Ruderalflächen, Gärten und Parks.

## Lebensweise
Im Gegensatz zu anderen Bienen sammeln Blattschneiderbienen Pollen nicht mit den Hinterbeinen, sondern ihrer dichten Bauchbehaarung. Zum Nestbau schneiden sie Stücke aus Blättern, häufig aus Rosen heraus, mit denen sie ihre Brutzellen in hohlen Pflanzenhalmen, Löchern im Holz oder Hohlräumen im Boden herstellen. Runde Blattstücke bilden den Boden der Brutelle, ovale Blattstückchen die Seitenwände. Etwa 30 bis 40 weitere runde Stückchen dienen als Deckel und zugleich als Boden für die nächste Brutzelle. Die Brutzellen werden mit Pollen und Nektar gefüllt und mit je einem Ei belegt. Pollen und Nektar werden an zahlreichen Pflanzen gesammelt, bevorzugt an Korbblütlern, Hülsenfrüchtlern und Johanniskrautgewächsen. Erwachsene Tiere fliegen in zwei Generationen von Mai bis Oktober, die erste Generation erscheint dabei im Mai, die zweite ab August. Die Larven überwintern als voll entwickelte Ruhelarven im Kokon.
Als Brutparasiten sind die Kegelbienen Coelioxys inermis, Coelioxys elongata und Coelioxys mandibularis bekannt.

## Gefährdung
Die IUCN listet die Art als nicht gefährdet (least concern). In Deutschland steht sie auf der Vorwarnliste (RL V) und ist eine geschützte Art. Sie ist in Deutschland relativ häufig zu finden, jedoch nur in geringer Zahl in ihren Habitaten.